# 梅まみ
梅まみは、日本の女性寸劇お笑いコンビ。2012年7月30日より始動。

## 概要
梅田悠と加藤雅美による2人組の女性寸劇おわらいコンビ。

## 来歴
- 2012年
  - 7月30日 渋谷Gladでのイベント「梅まみイベント vol.1 ～梅オタも、まみオタも、DDも！全員集合ー！！～」にてライブデビュー。2人で作詞をしたオリジナル曲『Jump!』を初披露。[1]
  - 9月6日 渋谷Gladにて、9月7日に25歳の誕生日を迎える加藤雅美の生誕祭として「梅まみ緊急イベント ～加藤雅美 24歳最後の夜～」を開催。[2]

- 2013年
  - 9月16日 シネマート新宿にて、BS－TBS×TBSラジオ プロジェクト　梅田悠＆加藤雅美トークイベント「My Favorite」を開催。

- 2017年
  - 6月3日 渋谷Gladにて、5年ぶりに「梅まみイベント vol.2 〜お待たせしました！！reborn☆〜」を開催。
  - 9月7日 加藤雅美の30歳の誕生日に「梅まみ公式ツイッター」の開設を発表。
  - 9月21日 渋谷DESEO miniにて、加藤雅美の生誕祭として「梅まみイベント vol.3 ～Welcome to 30❤～」を開催。[3]
  - 12月28日 新宿FNVにて、初の「寸劇ライブ」として「梅まみイベント vol.4 ～Merry Year-end Party 2017～」を開催。[4]
- 2018年
  - 3月15日 渋谷DESEO miniにて、梅田悠の生誕祭として「梅まみイベント vol.5 〜今日は何の日？サイコーの日！？〜」を開催。

## メンバー
| カラー   | 名前              | 生年月日       | 出身   |
| -------- | ----------------- | -------------- | ------ |
| オレンジ | 梅田 悠（はるか） | 1988年 3月15日 | 三重県 |
| ピンク   | 加藤 雅美（まみ） | 1987年 9月 7日 | 東京都 |

## 梅まみイベント
| タイトル | 日 時                                                                       | 会 場          | その他の出演者                                                 |
| --- | --------------------------------------------------------------------------- | -------------- | -------------------------------------------------------------- |
| 梅まみイベントVol.1 ～梅オタも、まみオタも、DDも！全員集合ー！！～                                                 | 2012年 7月30日(月) 15:00開演 (第1部) 2012年 7月30日(月) 19:00開演 (第2部)   | 渋谷Glad       |                                                                |
| 梅まみ緊急イベント 〜加藤雅美 24歳最後の夜〜                                                                       | 2012年 9月6日(土) 19:00開演                                                 | 渋谷Glad       |                                                                |
| 30-DELUX 10周年記念企画! The Remake Theater『イエロー』 梅まみイベント番外編 『イエロー開幕直前企画 殺陣DEショー』 | 2012年11月14日(水) 20:00開演                                                | 青山円形劇場   | 清水順二(30-DELUX) 田中精(30-DELUX) 天野博一(30-DELUX)         |
| 梅まみイベントVol.2 〜お待たせしました！！reborn☆〜                                                                | 2017年 6月3日(土) 14:00開演 (第1部) 2017年 6月3日(土) 18:00開演 (第2部)     | 渋谷Glad       |                                                                |
| 梅まみイベントVol.3 ～Welcome to 30❤～                                                                             | 2017年 9月21日(木) 19:00開演                                                | 渋谷DESEO mini | ゲスト：穐田和恵 ゲスト：三ツ井裕美                            |
| 梅まみイベントVol.4＋α 〜Merry Year-end Party 2017～                                                               | 2017年12月28日(木) 18:30開演 (ライブ) 2017年12月28日(木) 21:15開演 (忘年会) | 新宿FNV        |                                                                |
| 梅まみイベントVol.5 〜今日は何の日？サイコーの日！？〜                                                             | 2018年 3月15日(木) 19:00開演                                                | 渋谷DESEO mini | ダンサー：梅田めぐみ ダンサー：大須賀小夜 ダンサー：柚希かおり |
| 梅まみイベント 〜みんなでBBQ 2018夏〜                                                                              | 2018年 7月22日(日) 19:00 start                                              | 原宿Reissue    |                                                                |

## 梅まみ名義で参加のイベント
- - 2018年 1月23日(火)『CROSS×OVER vol.35』(渋谷VUENOS)
  - 2018年 1月31日(水)『PLAY BEAT Vol.1』(渋谷REX)
  - 2018年 2月27日(火)『SHIBUYA MUSIC POWER vol.33 ～お客様大感謝祭編～ 後編』(渋谷DESEO)
  - 2018年 3月 5日(月)『ミラクルスコップ』(押上WALLOP 3Fスタジオ)
  - 2018年 3月27日(火)『CROSS×OVER vol.37』(渋谷VUENOS)
  - 2018年 3月31日(土)『ワロップ開局祭「春わららん」おねえさんたちのミニ同窓会』(wallop放送局)
  - 2018年 4月24日(火)『CROSS×OVER vol.38』(渋谷VUENOS)
  - 2018年 7月24日(火)『CROSS×OVER vol.41』(渋谷VUENOS)

## 梅まみ名義以外に梅田悠・加藤雅美の2人で参加のイベント
- - 2012年 3月 7日(水) 舞台『ラ・パティスリー』東京公演 ボンボンショコラ（特製カード付）商品手渡しイベント (サンシャイン劇場)
  - 2012年 3月20日(火) 舞台『ラ・パティスリー』大阪公演 ボンボンショコラ（特製カード付）商品手渡しイベント (森ノ宮ピロティーホール)
  - 2012年 5月19日(土) BS-TBS『赤坂ダンスダンスダンス』(青山円形劇場)[5]
  - 2012年 8月23日(木) BS-TBSサマーパーティー2012『エチュード』(赤坂BLITZ)[6]
  - 2012年11月 3日(土) 第51回 氏郷まつり (松坂 氏郷まつり中央ステージ)[7]
  - 2012年12月 9日(日) ミニイベント『イエロー』大阪公演記念チェキ大会!! (谷町4丁目 昭和レトロな貸しスペースen☆kul)[8]
  - 2012年12月13日(木) ミニイベント『イエロー』お疲れさまでした!プチ打ち上げ (錦 TIGER CAFE)[9]
  - 2013年 9月16日(月) BS-TBS×TBSラジオ プロジェクト梅田悠＆加藤雅美トークイベント『My Favorite』～梅田悠の「DANCE☆DANCE☆DANCE」～ (シネマート新宿 スクリーン1)
  - 2013年 9月16日(月) BS-TBS×TBSラジオ プロジェクト梅田悠＆加藤雅美トークイベント『My Favorite』～加藤雅美の「ミュージカル大好き」＆生誕祭2013～ (シネマート新宿 スクリーン1)[10]
  - 2018年 7月15日(日) 松阪祇園まつり 三社みこし 『梅田悠のお祭りダンスコラボ＆梅まみLIVE（友情出演 加藤雅美）』・『梅まみサイン会』 (松阪市日野町交差点 中央ステージ)[11]

## ラジオ
- - 2017年 9月 7日(火) 『60TRY部』(ラジオ日本)
  - 2017年10月17日(火) 『腕トラの「少年と少女」』(市川うららFM)[12]
  - 2018年 3月 5日(月) 『ミラクルスコップ』公開生放送 (wallop放送局)
  - 2018年 3月 8日(木) 『60TRY部』(ラジオ日本)